# Хемус (връх)
Вижте пояснителната страница за други значения на Хемус.
Хемус (62°36′22″ ю. ш. 60°13′14″ з. д. / 62.606111° ю. ш. 60.220556° з. д.) е покрит с лед връх, разположен на 636 m н.в. в хребета Боулс на остров Ливингстън, Антарктика. Получава това име в чест на античното име на Стара планина през 1996 г.

## Описание
Върхът се намира на 1,51 km северозападно от връх Боулс, 800 m на север-северозапад от връх Райна Княгиня, 3,6 km североизтоно от връх Резен, 3,6 km южно от най-високата точка на възвишения Глинър и 3,5 km западно от връх Мелник. Издига се над ледника Калиакра на изток и ледника Перуника на запад и югозапад.

## Картографиране
Британско картографиране на върха от 1968 г. и българско от 1996, 2005, 2009 и 2012 г.

## Карти
- L.L. Ivanov et al. Antarctica: Livingston Island, South Shetland Islands (from English Strait to Morton Strait, with illustrations and ice-cover distribution). Топографска карта в мащаб 1:100000. София: Antarctic Place-names Commission of Bulgaria, 2005.
- Л. Иванов. Антарктика: Остров Ливингстън и острови Гринуич, Робърт, Сноу и Смит. Топографска карта в мащаб 1:120000. Троян: Фондация Манфред Вьорнер, 2009. ISBN 978-954-92032-4-0